# セルビデオ

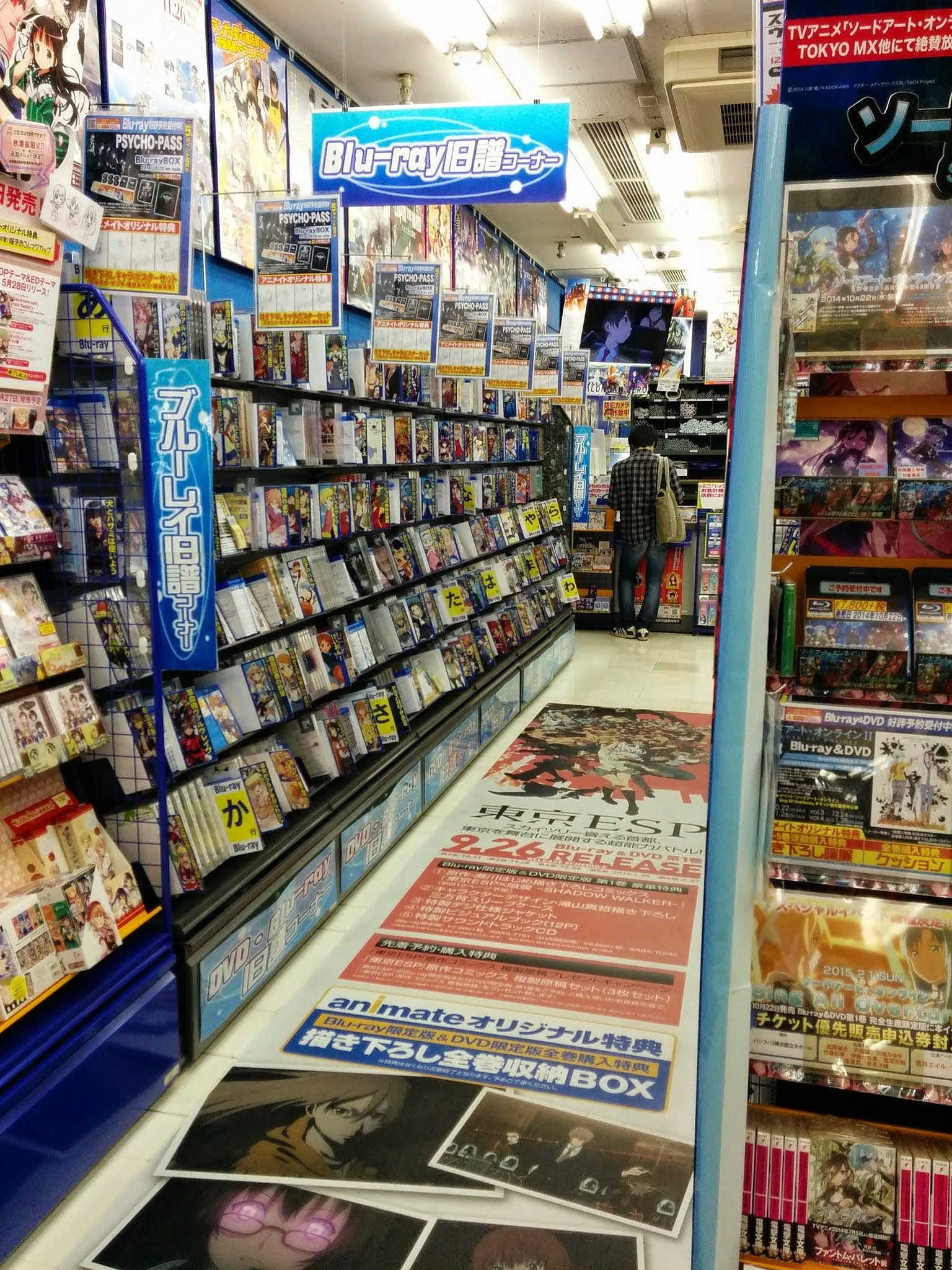
アニメショップのビデオグラム売り場（東京・秋葉原のアニメイト、2014年）

セルビデオとは、販売を目的として作られた映画・アニメ・テレビ番組などの作品が収録（録画）されているDVD・Blu-ray Disc等の映像ソフト。またはサービス。これを専門に販売する店舗は、「セルショップ」と呼ばれる事がある。
レンタルビデオと区別するために販売の意のセル1（sell）とビデオ0（video）を組み合わせて作られた和製英語（セル‐ビデオ《(和)sell＋video》）である。2000年頃から、メディアがビデオテープからDVDへ移行した事に伴い、「セルDVD」や単に「セル」とだけ呼ばれる事もある。

## 概要
元々、販売という方法でのみ消費者に届けられていたビデオが、レンタルビデオの出現に伴いレンタルビデオとセルビデオという二つの名称に分けられていった。レンタルビデオが非常に普及していた時代においては、ビデオ店と言えばレンタルビデオ店を指して言われていたが、レンタルビデオに陰りが見え始めた2000年代から、セルビデオ価格の下落や気に入った作品を購入して手元に置いておきたいという消費者心理も強くなり、セルビデオを専門に扱う店が増えて行った。また、そういった傾向は成人向けビデオ（アダルトビデオ）において顕著である。
アダルトビデオにおいては、通常10,000円以上の定価を設定した商品が数多く流通していた中、日本ビデオ販売が「ビデオ安売王」を全国展開した。同社会長は詐欺罪で逮捕されたが、その後ソフトオンデマンドが定価を改訂、一気に定価を下げた事により他メーカーがこれに追随した。この為、次第に業界内の定価設定が下がって行き3,980円や2,980円という商品が増えた。

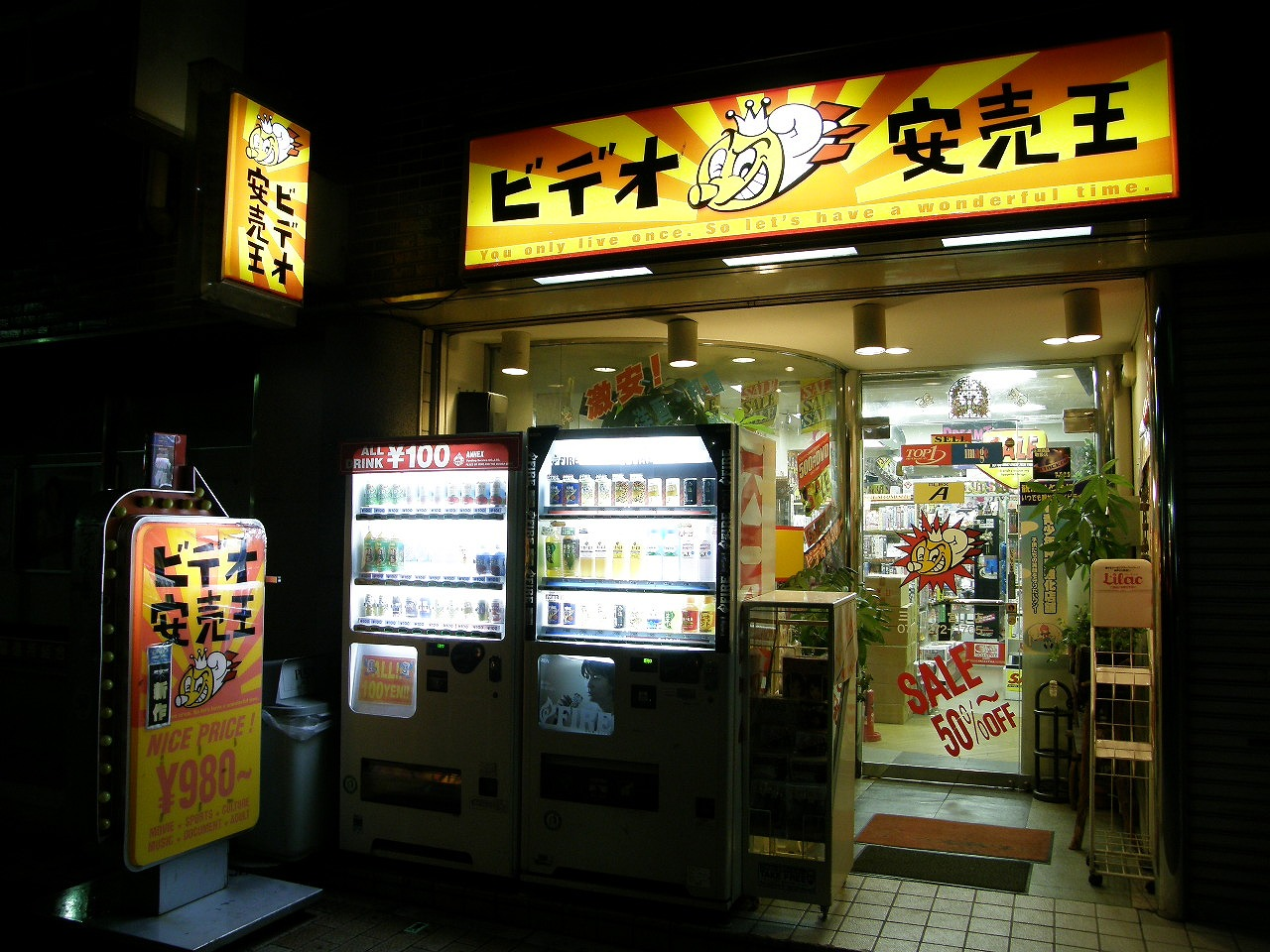
1990年代にフランチャイズ方式にて店舗数を1000店舗を超えるまでに成長させた「ビデオ安売王」（日本ビデオ販売）